# Anisotropía magnética
La anisotropía magnética es la no homogeneidad de las propiedades magnéticas (como la susceptibilidad magnética) al ser medidas en diferentes direcciones del espacio. En el caso de un material ferromagnético, se presenta cuando los vectores de magnetización se alinean según ejes específicos de la estructura cristalina. 
El cristal puede presentar ejes de fácil o de difícil magnetización: este fenómeno es llamado anisotropía magneto-cristalina. 

## Energía anisotrópica
La energía anisotrópica o magneto-cristalina es el fenómeno físico al origen de la dirección del vector magnetización en los cristales ferromagnéticos. En efecto, dentro de estos cristales existen ejes de fácil magnetización y se puede calcular el coste energético que tiene el momento magnético al tener un ángulo aleatorio con respecto al eje:
El factor principal de la energía se escribe:{\displaystyle E_{\rm {a}}=K_{u}\sin ^{2}\theta }dónde θ es el ángulo entre el vector magnetización {\displaystyle {\vec {M}}} y el eje de fácil magnetización. Ku es la constante de anisotropía, medida en J.m-3.
Los valores comunes de energía varían entre 1 J.m-3 y 10 MJ.m-3.

## Canje magnético isótropo
Decimos que un sistema presenta canje magnético anisótropo cuando la consideración del canje magnético como una interacción isótropa entre momentos magnéticos isótropos no reproduce sus propiedades magnéticas observables. En algunos sistemas, con esta consideración no es posible reproducir ni el esquema de niveles de energía, determinado por técnicas espectroscópicas, ni, en consecuencia, las propiedades macroscópicas, medidas por técnicas termodinámicas.
Algunos de estos sistemas son especialmente interesantes, precisamente por su anisotropía magnética. Cierta anisotropía magnética hace que aparezca, a lo largo de una dirección privilegiada, el llamado eje fácil de imanación, a lo largo del cual es energéticamente favorable la alineación del momento magnético. Este eje facilita la existencia de la histéresis magnética, que es la base de la utilidad de los imanes como dispositivos de almacenamiento de información, por ejemplo en los discos duros de los computadoras.
Se ha de tener en cuenta que la interacción de canje, siendo una interacción de repulsión culombiana, es, por definición, isótropa. Sin embargo, los momentos magnéticos implicados no lo son necesariamente.
La causa principal de anisotropía en el momento magnético es la mezcla del momento magnético de espín con un momento magnético orbital, como describe el hamiltoniano de interacción espín-órbita:
{\displaystyle {\hat {LS}}=\lambda \cdot {\hat {L}}_{i}\cdot {\hat {S}}_{i}}
En consecuencia, lo lógico sería calcular la interacción isótropa de momentos magnéticos anisótropos. Se da el caso, en cambio, de que es operativamente más sencillo el tratar a los momentos magnéticos como si fueran isótropos, e introducir la anisotropía de forma "efectiva" en la interacción de canje, que proceder de forma inversa, y así se hace habitualmente. Éste es el origen del llamado "canje anisótropo".
Niveles de energía del catión Co(II), aislado, con interacción interelectrónica, en un campo octaédrico, teniendo en cuenta una pequeña perturbación, y teniendo en cuenta la interacción espín órbita.